# Матилда фон Насау-Диленбург
Матилда фон Насау-Диленбург (на немски: Mathilde von Nassau-Dillenburg; * 27 декември 1570; † 10 май 1625) е графиня от Насау-Диленбург и чрез женитба графиня на Мансфелд-Арнщайн.

## Произход
Тя е дъщеря на граф Йохан VI фон Насау-Катценелнбоген-Диц (1536 – 1606) и първата му съпруга Елизабет фон Лойхтенберг (1537 – 1579), дъщеря на ландграф Георг фон Лойхтенбергг (1502 – 1555) и Барбара фон Бранденбург-Ансбах-Кулмбах (1495 – 1552).

## Фамилия
Матилда фон Насау-Диленбург се омъжва на 24 юни 1592 г. за граф Вилхелм V фон Мансфелд-Арнщайн (* 1555; † 21 октомври 1615, Ансбах), вторият син на граф Йохан Албрехт VI фон Мансфелд-Арнщайн (1522 – 1586) и първата му съпруга графиня Магдалена фон Шварцбург-Бланкенбург (1530 – 1565). Те имат една дъщеря:
- София Доротея фон Мансфелд-Арнщайн (* 1593; † 16 януари 1617, Ансбах), омъжена на 16 октомври 1612 г. в Ансбах за граф Хайнрих Вилхелм фон Золмс-Зоненвалде-Поух (* 1583; † 21 март 1631)